# Велмевци
Велмевци (мкд. Велмевци) су насеље у Северној Македонији, у југозападном делу државе. Велмевци припадају општини Демир Хисар.

## Географија
Насеље Велмевци је смештено у југозападном делу Северне Македоније. Од најближег већег града, Битоља, насеље је удаљено 50 km северозападно.
Велмевци се налази у северозападном делу области Демир Хисар. Насеље је положено у изворишном делу тока Црне реке, на источним висовима Илинске планине. Надморска висина насеља је приближно 950 метара.
Клима у насељу је планинска због знатне надморске висине.

## Историја
У овом селу је 1881. године подигнута Брсјачка буна на Петковдан, од стране локаног српског становништва, због незадовољства становништва исходом Берлинског конгреса, али и турским осветама према локалном становништву због учешћа у ратовима који су Берлниском конгресу претходили.

## Становништво
По попису становништва из 2002. године Велмевци су имали 7 становника.
Претежно становништво у насељу су етнички Македонци (100%.
Већинска вероисповест у насељу је православље.